# 格賴穆特山
47°40′10″N 13°47′06″E / 47.669318°N 13.785075°E

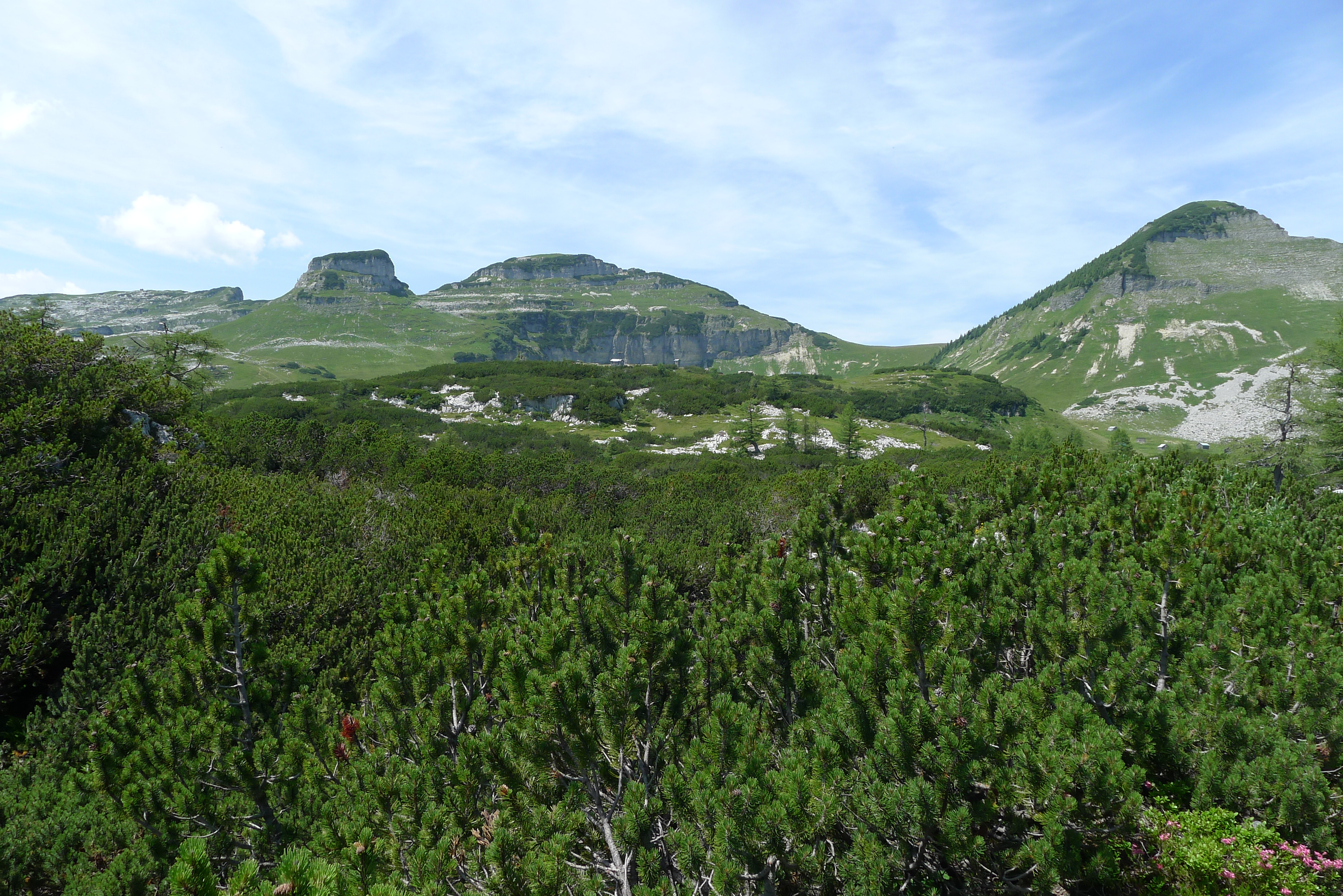

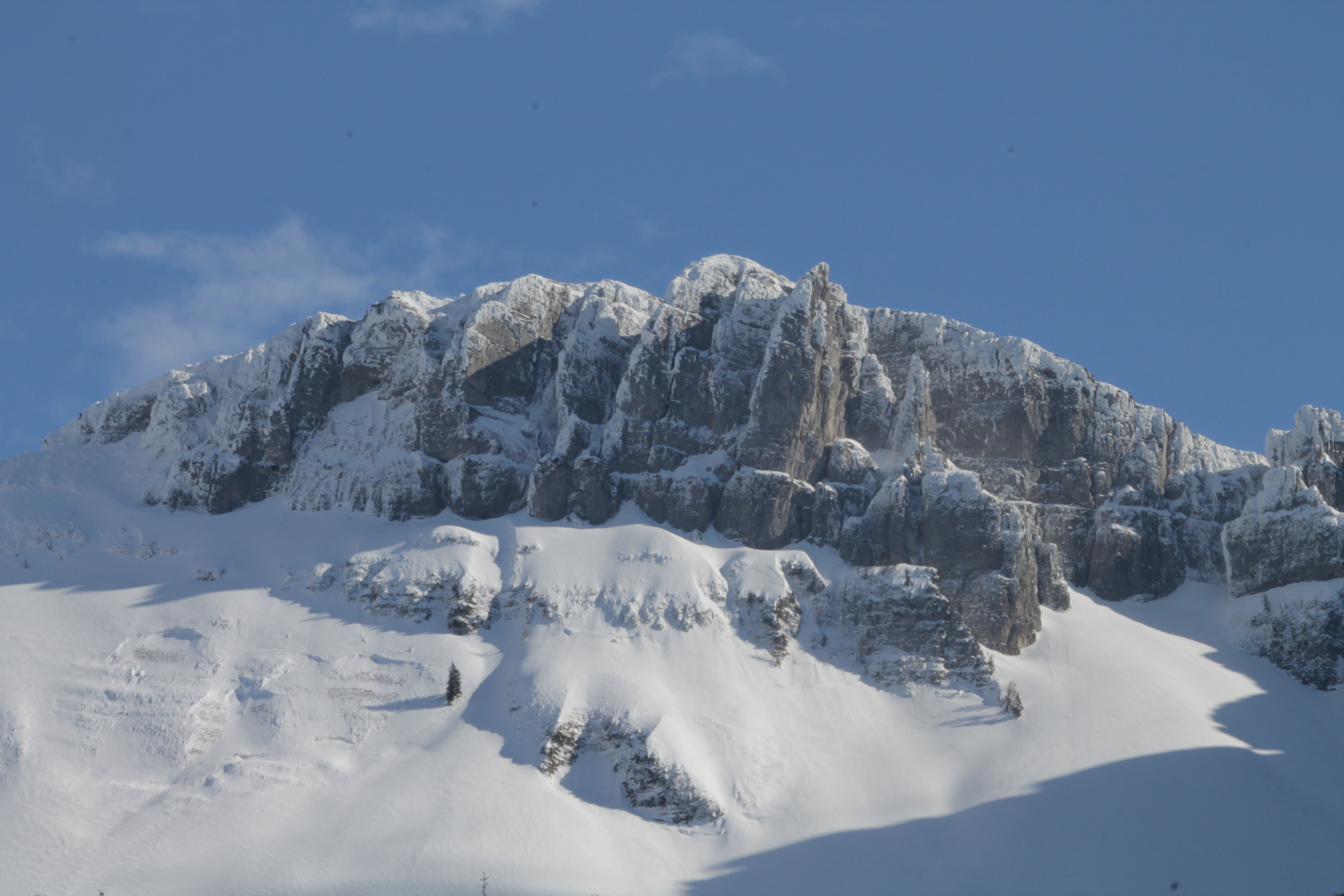

格賴穆特山（德語：Greimuth），是奧地利的山峰，位於該國東南部，由施泰爾馬克州負責管轄，屬於托特斯山脈的一部分，距離布羅寧欽肯山0.9公里，海拔高度1,871米，每年平均降雨量1,801毫米。